# Pieter Lastman
Pieter Lastman (* um 1583 in Amsterdam; † 4. April 1633 ebenda) war ein niederländischer Historienmaler des frühen Barock. Er war der Sohn des wohlhabenden Stadtboten und Vermögensverwalters Pieter Segerszoon.

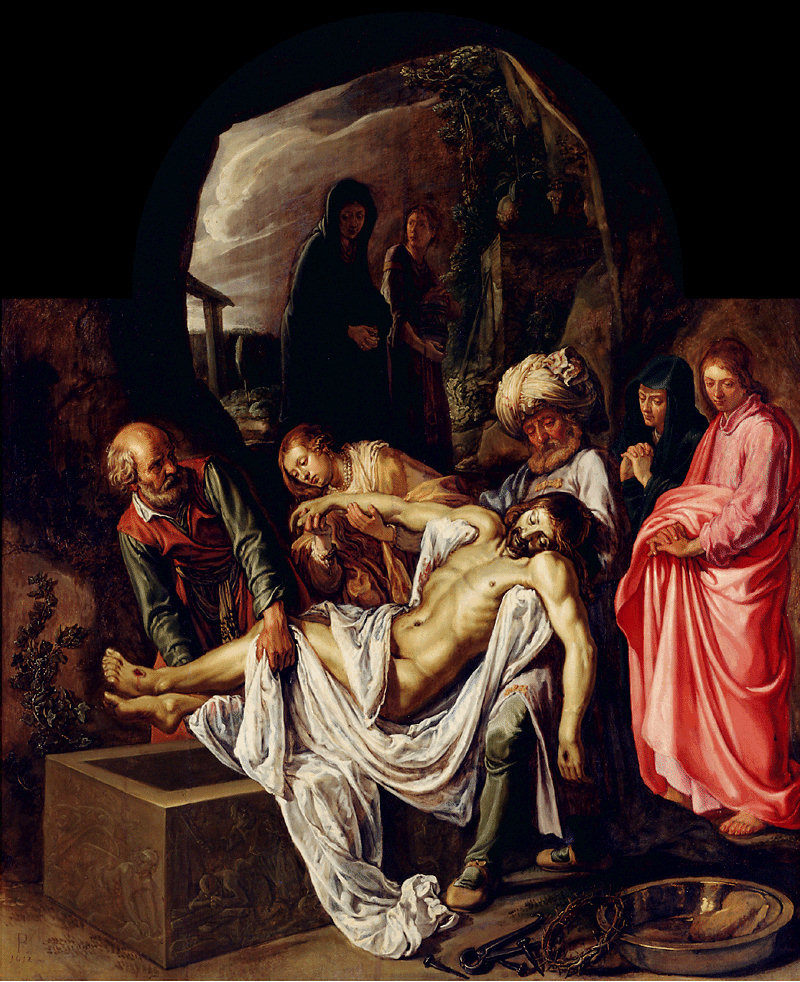
Pieter Lastman: Grablegung Christi, 1612, Öl auf Holz

## Leben
Nach dem Bericht von Karel van Mander, einem niederländischen Maler und Dichter, war Lastman Schüler des Malers Gerrit Pietersz Sweelink. Nach Abschluss seiner Ausbildung reiste er um 1602 nach Italien. Er dürfte sich unter anderem in Venedig aufgehalten haben und gehörte in Rom zu einem Kreis von Malern, der sich um Adam Elsheimer gebildet hatte.
Lastman kehrte 1607 nach Amsterdam zurück; sein frühestes datiertes Bild stammt von 1608. Lastman malte vor allem biblische und mythologische Szenen in landschaftlicher Umgebung, von denen die Flucht nach Ägypten, die Taufe des Kämmerers, Odysseus vor Nausikaa, Urteil des Midas und die Erweckung des Lazarus hervorzuheben sind.
Lastman erlangte recht schnell als Historienmaler Bekanntheit, seine Werkstatt war angesehen und so konnte er seine Bilder zu hohen Preisen verkaufen. In einem Lob auf die Stadt Amsterdam wird Lastman im Jahre 1618 als der bedeutendste Maler seiner Heimatstadt bezeichnet. 1619 nahm er Jan Lievens als Schüler auf. 1625 war Rembrandt sechs Monate sein Schüler und Lastmans Bileam und die Eselin von 1611 wird Rembrandt 1626 bei seinem Gemälde Balaams Esel bekannt gewesen sein.
Lastmann widmete sich vor allem dem Studium der Komposition und dem richtigen Erzählen von Historiengemälden. Lastmans berühmte Schüler garantierten, dass seine Kompositionsprinzipien über mehrere Generationen von Malern hinweg tradiert wurden.
Nur sehr wenige Arbeiten von Lastman entstanden als Auftragsarbeiten. Er gehörte zu einer in dieser Zeit entstehenden Gruppe von Künstlern, die sich jeweils auf eine bestimmte Bildgattung spezialisiert hatten und ihre Werke auf dem freien Markt anboten. In der Kunstgeschichte gilt er als der erste Maler des 17. Jahrhunderts, der sich ausschließlich der Historienmalerei widmete.

Pieter Lastman: Bileam und die Eselin, 1611, Öl auf Holz

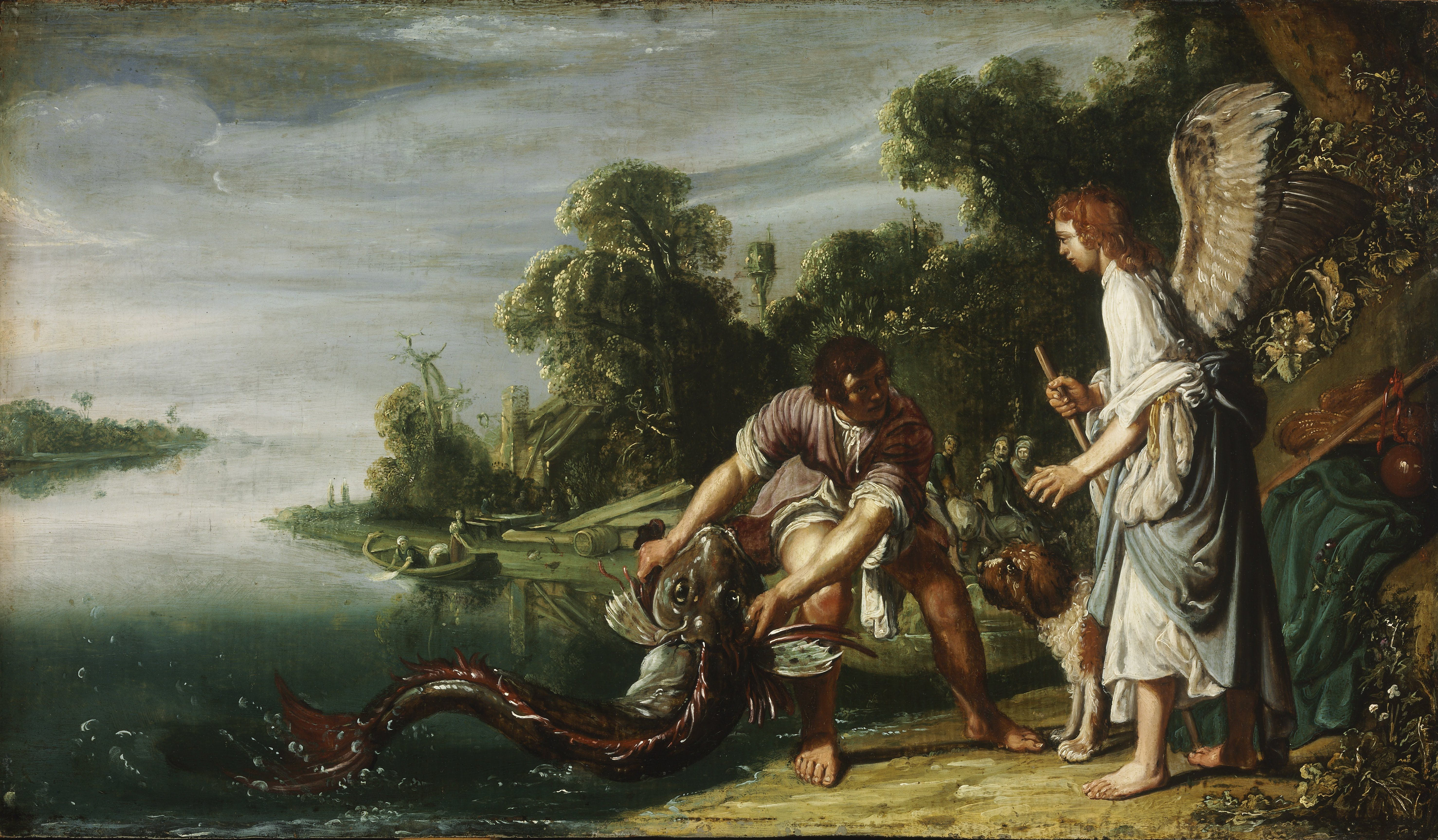
Pieter Lastman: Der Engel und Tobias mit dem Fisch. etwa 1625, Öl auf Eichenholz

## Werke

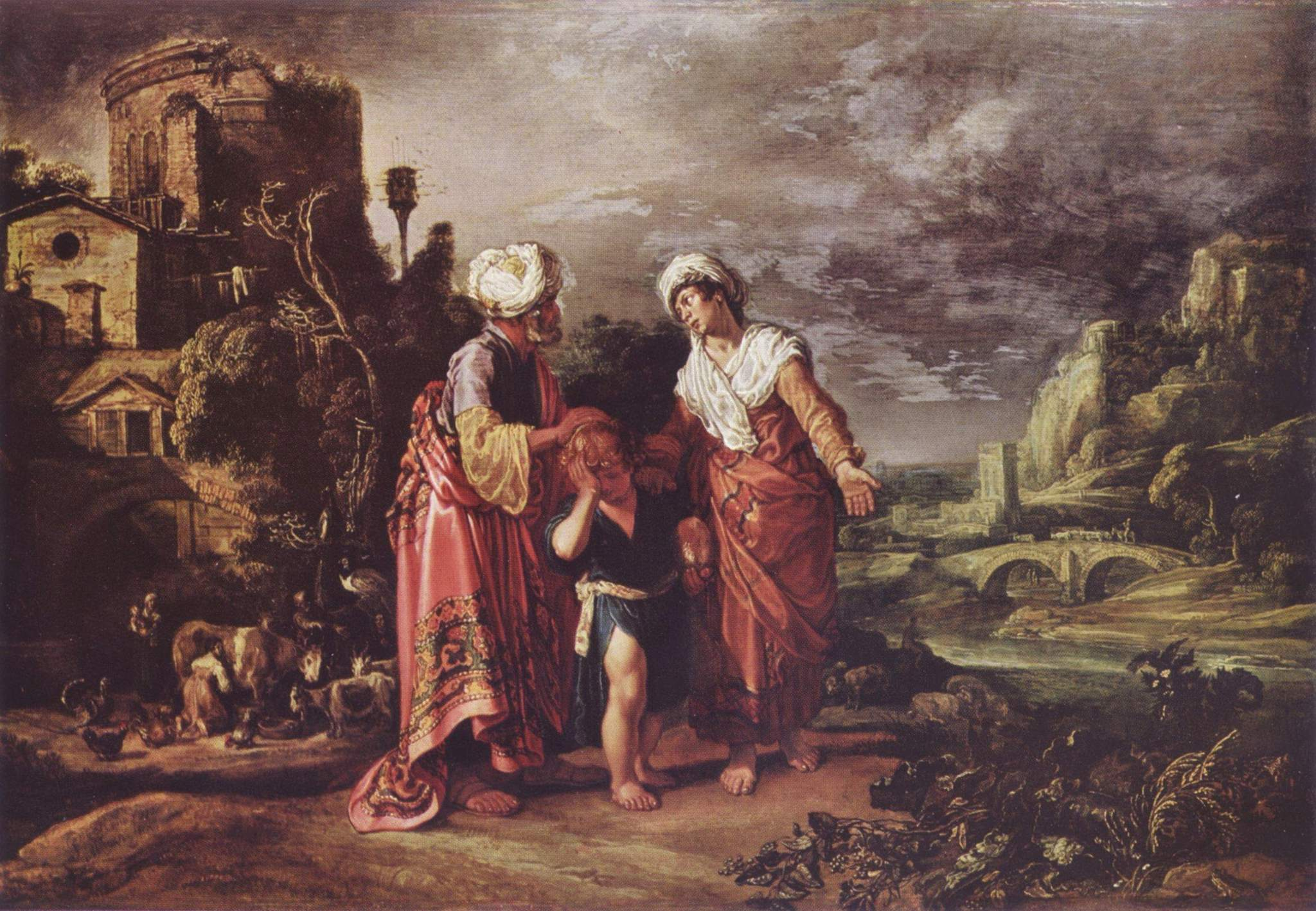
Pieter Lastman: Abschied Hagars, 1612, Öl auf Holz

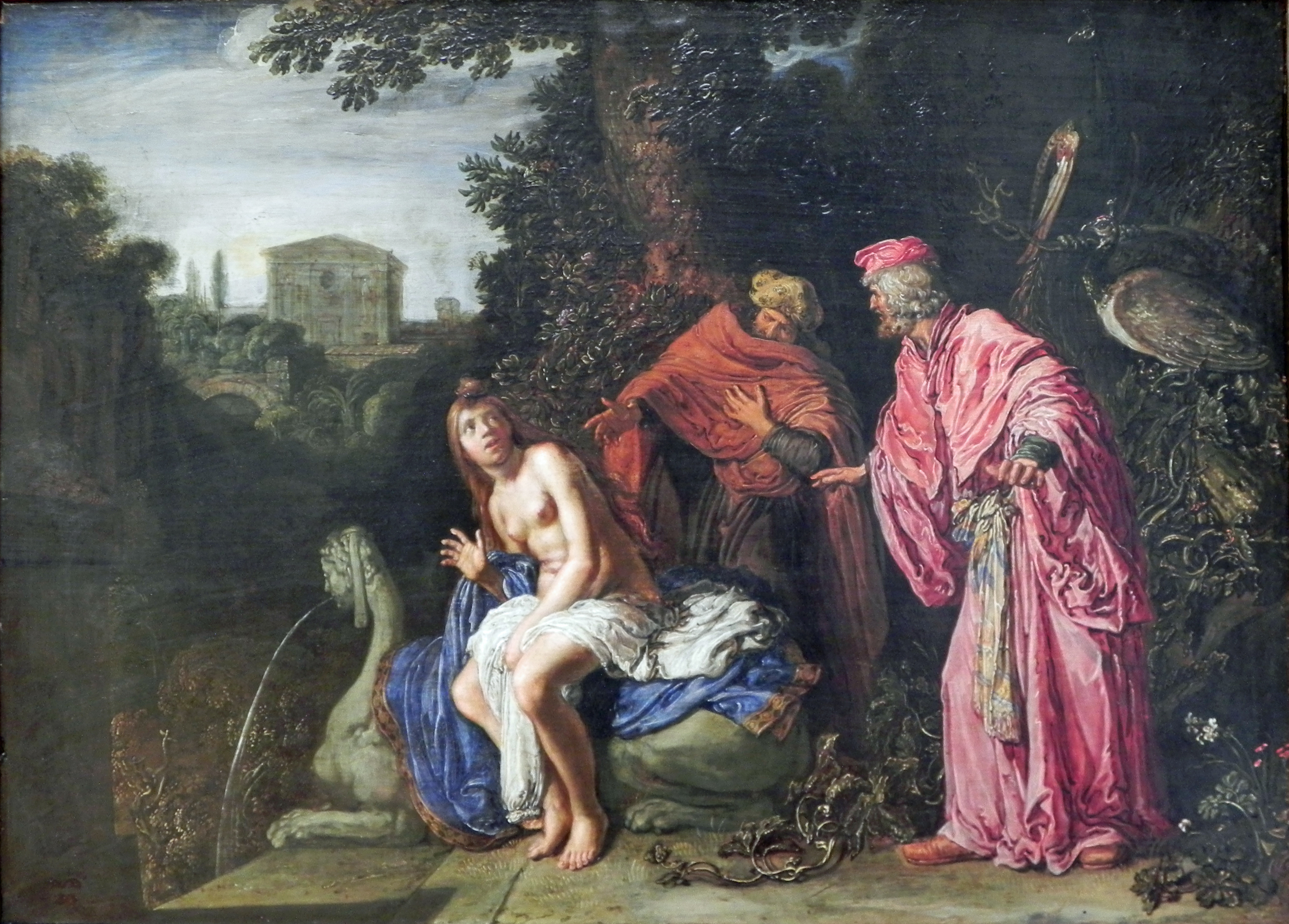
Susanne und die beiden Alten

- Flucht nach Ägypten, 1608, Holz, 28 × 24 cm.
- Abschied Hagars, 1612, Holz, 49 × 71 cm.
- Schlacht zwischen Konstantin und Maxentius, 1613, Leinwand, 158 × 165 cm. (siehe Schlacht bei der Milvischen Brücke)
- Susanna und die beiden Alten, 1614, Öl auf Holz, 47,2 × 38,6 cm Gemäldegalerie (Berlin)
- Christus und die Kanaaniterin, 1617, Holz, 78 × 108 cm.
- Paulus und Barnabas in Lystra, 1617
- David spielt Harfe, 1618, Holz, 79 × 117 cm.
- Paris und Önone, 1619 (siehe Oinone)
- Odysseus und Nausikaa, 1619, Holz, 90 × 115 cm.
- Die Taufe des äthiopischen Kämmerers, 1620, Öl auf Eichenholz, 70 × 104 cm, Alte Pinakothek, München
- Laban verlangt von Rachel die entwendeten Idole zurück, 1622, Holz, 110×152 cm
- Dido opfert an Juno, 1630, Holz, 74 × 106 cm.